# 16位元
16位元整數可以儲存{\displaystyle 2^{16}}（或65536）的不同的數值。使用無正負號的表示方法，這些數值是介於0到65535的整數；使用二的補數表示，可能的數值範圍是由-32768到32767。

## 微處理器
有名的16位元處理器包含Intel 8086、80286、摩托罗拉68000和WDC 65C816。

## 16位元應用程式
16位元應用程式是任何的MS-DOS或早期版本的微軟Windows的軟體，原先可以在16位元Intel 8088和Intel 80286微處理器上執行。這些應用程式使用20位元區段-偏移位址表示法來擴充，只有用在16位元處理器中可定址記憶體的範圍。包含大於{\displaystyle 2^{16}} 字节（64KB）指令的程式和資料因此必須由特別的副程式，在他們的64KB節區之間切換，增加了16位元應用程式的複雜度。